# ساکه‌نوبه هیده‌تسونا
ساکه‌نوبه هیده‌تسونا (انگلیسی: Sakenobe Hidetsuna؛ ۱۵۶۳ – ۱۶۴۶) سامورایی، دایمیو در دوره سنگوکو بود.